# Recorded Live: The 12 Year Old Genius
Albums de Little Stevie Wonder
Tribute to Uncle Ray
(1962) With a Song in My Heart
(1963)
Singles
1. Fingertips
Sortie : 21 mai 1963

Recorded Live: The 12 Year Old Genius est le troisième album de Stevie Wonder, sorti chez Tamla en mai 1963, et contenant son premier single à succès, Fingertips.
Premier album live, c'est aussi son premier album à entrer dans le Billboard 200 : obtenant la 1re place en août, il permet à Wonder de devenir le plus jeune artiste à atteindre cette position, alors à peine âgé de 13 ans.

## Historique
Après The Jazz Soul of Little Stevie en septembre 1962 puis Tribute to Uncle Ray en octobre 1962, Recorded Live: The 12 Year Old Genius est le troisième album de Stevie Wonder en l'espace de 8 mois. Premier album live, il constitue également sa première entrée au Billboard 200, atteignant son sommet dès la seconde semaine de classement, position qu'il ne retrouvera que dix ans plus tard avec Talking Book.
Dernier album de Stevie Wonder utilisant l'adjectif 'Little' dans son nom de scène, il lui permet d'être le plus jeune artiste à atteindre la première marche du Billboard 200, âgé de seulement 13 ans au moment du sacre. Il est alors le second artiste de moins de 18 ans à réaliser cette performance, après Ricky Nelson et son album Ricky (en) en 1958.
Recorded Live contient son premier succès commercial Fingertips ainsi que trois reprises de Ray Charles dont Hallelujah I Love Her So. L'album est enregistré en avril 1963 durant la Motortown Revue (en) au Regal Theater (en) de Chicago dans l'Illinois.
La pochette de l'album est réalisée par Bernard Yeszin.

## Liste des pistes
La colonne "Instruments" mentionne ceux joués par Wonder (référencés sur la pochette du 33 tours).
| 1. | Fingertips     | Henry Cosby, Clarence Paul | Bongos, Harmonica | 6:40 |
| 2. | Soul Bongo     | Marvin Gaye, Clarence Paul | Bongos            | 3:01 |
| 3. | La La La La La | Clarence Paul              | Piano, Voix       | 2:24 |

| Face B | Face B                              | Face B                      | Face B      | Face B | Face B | Face B | Face B | Face B | Face B |
| No     | Titre                               | Auteur                      | Instruments | Durée  |        |        |        |        |        |
| ------ | ----------------------------------- | --------------------------- | ----------- | ------ | ------ | ------ | ------ | ------ | ------ |
| 1.     | (I'm Afraid) The Masquerade Is Over | Herb Magidson, Allie Wrubel |             | 5:13   |        |        |        |        |        |
| 2.     | Hallelujah I Love Her So            | Ray Charles                 | Piano, Voix | 2:48   |        |        |        |        |        |
| 3.     | Drown in My Own Tears               | Henry Glover                |             | 3:23   |        |        |        |        |        |
| 4.     | Don't You Know                      | Ray Charles                 | Piano, Voix | 3:19   |        |        |        |        |        |
| 31:53  |                                     |                             |             |        |        |        |        |        |        |

## Classement
L'album sort le 21 mai 1963 chez Tamla (référence 240).
Son single Fingertips est présent dans le Billboard Hot 100 depuis le mois de juin, atteignant la première position au début du mois d'août. L'album entre au Billboard 200 le 17 août et obtient la première position la semaine suivante (en détrônant Days of Wine and Roses and Other TV Requests (en) d'Andy Williams). L'album reste classé durant 15 semaines.
| Classement (1963)          | Position |
| -------------------------- | -------- |
| États-Unis (Billboard 200) | 1        |